# Howard Johnson Hotel Yerba Buena
El Howard Johnson Hotel Yerba Buena es un hotel ubicado en la ciudad homónima de Tucumán, Argentina. Este pertenece a la cadena internacional oriunda de los Estados Unidos Howard Johnson.

## Generalidades
Originalmente el terreno del actual hotel era ocupado por una casona y sus jardines, los cuales fueron conservados y restaurados. Las obras del hotel comenzaron en 2010 con un costo de ARS 22 000 000. El alojamiento fue finalmente inaugurado el 26 de septiembre de 2014 por el ministro de turismo Enrique Meyer, el presidente del Ente Tucumán Turismo Bernardo Racedo Aragón y funcionarios públicos y privados. En 2012 el hotel fue premiado por Hotelga por su sustentabilidad y cuidado del medio ambiente.
El hotel es de categoría 4 estrellas, contando con 2 plantas superiores y 50 habitaciones, de las cuales 4 son suites y 2 presidenciales con terraza privada. En la casa original del complejo se instalaron la administración, sala de convenciones con capacidad para 350 personas y un restaurante para 80 comensales.
Además se construyó un nuevo edificio de 3 plantas donde se hallan las habitaciones, gimnasio, spa e hidromasajes y demás servicios. En las inmediaciones al complejo hotelero se encuentra una pileta climatizada, estacionamiento en superficie y subterráneo; completando el entorno con jardines y forestación.